# 活量
活量（かつりょう、英: activity）は、実在溶液における実効モル濃度である。できる限りモル濃度（あるいは他の濃度）に近い性質を持ち、しかも厳密な熱力学の関係に登場し得る量である。一般的には、温度、圧力、物質量についての複雑な関数になる。
理想系と実存系に存在する誤差を修正するためにギルバート・ルイスによって導入された物理量で、普通{\displaystyle a}、或いは{\displaystyle A}と表される。活動度と呼ばれる場合もある。

## 化学ポテンシャルとの関係
理想的な混合物の場合、成分{\displaystyle i}の化学ポテンシャルはラウールの法則より以下のように与えられる：
{\displaystyle \mu _{i}(p,T)=\mu _{i}^{\circ }(T)+RT\ln x_{i}}
ここで、{\displaystyle \mu _{i}^{\circ }}は基準となる化学ポテンシャル、{\displaystyle x_{i}}は成分{\displaystyle i}のモル分率、{\displaystyle p}は圧力、{\displaystyle T}は温度である。
これに対し実在系、すなわちラウールの法則が成り立たない系では、化学ポテンシャルは以下のように活量で表される：
{\displaystyle \mu _{i}(p,T)=\mu _{i}^{\circ }(T)+RT\ln a_{i}}
つまり
{\displaystyle \Delta \mu _{i}=RT\ln a_{i}\iff a_{i}=e^{\Delta \mu _{i}/RT}}
である。
溶液の場合、溶質の濃度が0に近づくにつれてラウールの法則からのズレが小さくなるため、溶媒および溶質の活量はモル分率で近似される（{\displaystyle x_{\mathrm {solvent} }\to 1}、{\displaystyle x_{\mathrm {solute} }\to 0}につれて{\displaystyle a_{\mathrm {solvent} }\to x_{\mathrm {solvent} }}、{\displaystyle a_{\mathrm {solute} }\to x_{\mathrm {solute} }}）。

## 活量係数
活量係数（英: activity coefficient）{\displaystyle \gamma }は次式によって定義される。
{\displaystyle a_{i}\equiv \gamma _{i}x_{i}\,}
これは理想とする数値からのずれを表す指標となっている。希薄溶液の場合、溶液および溶質の活量係数は1に近づく（{\displaystyle x_{\mathrm {solvent} }\to 1}、{\displaystyle x_{\mathrm {solute} }\to 0}につれて{\displaystyle \gamma _{\mathrm {solvent} }\to 1}、{\displaystyle \gamma _{\mathrm {solute} }\to 1}）。

## 絶対活量
絶対活量（英: absolute activity）は以下のように定義される。そのため{\displaystyle a}は相対活量（英: relative activity）と呼ばれることもある。
{\displaystyle {\begin{cases}\lambda _{i}\equiv \exp(\mu _{i}/RT)\\\displaystyle {\frac {\lambda _{i}}{\lambda _{i}^{\circ }}}={\frac {\Delta \mu _{i}}{RT}}\end{cases}}}

## 近似
活量は分圧を基準圧力1 barで除したものや、モル濃度を基準濃度1 mol/Lで除したもので近似される。